# Confederación Internacional de Sociedades de Autores y Compositores
La Confederación Internacional de Sociedades de Autores y Compositores (CISAC) es una organización no gubernamental internacional sin ánimo de lucro destinada a proteger y promover los intereses de los creadores a nivel mundial. Esta aboga por una protección jurídica sólida de los derechos de autor. La CISAC es la mayor red internacional de sociedades de autores, también conocidas como Organizaciones de Gestión Colectiva (OGC), sociedades de gestión de derechos de autor/copyright, entidades de gestión colectiva o sociedades de derechos de ejecución Performing Rights Organisations, (PRO).
Actualmente, 238 sociedades de autores procedentes de 121 países son miembros de la CISAC. Conjuntamente, estas sociedades de autores representan a cerca de cuatro millones de creadores y editores de todas las regiones geográficas y todos los repertorios artísticos  (música, audiovisual, artes dramáticas, artes visuales y literatura).
En 2014, las sociedades miembros de la CISAC recaudaron 7.900 millones de euros en derechos de autor en cada uno de sus territorios nacionales.
La CISAC fue fundada en 1926. Su sede internacional está en Neuilly-sur-Seine, Francia, y además cuenta con cuatro oficinas regionales situadas en Budapest, Hungría (Asuntos Europeos), Santiago, Chile (Asuntos de América Latina y el Caribe), Burkina Faso (Asuntos Africanos) y, desde enero de 2013, Pekín, China (Asuntos Pacífico).
La CISAC está financiada por las contribuciones de sus miembros y tiene tres idiomas oficiales: inglés, francés y español.
Desde mayo de 2020, el presidente de la CISAC es el cantante y compositor de ABBA, Björn Ulvaeus. Antes de él ocupó dicho puesto el pionero francés de la música electrónica y compositor Jean-Michel Jarre, elegido en junio de 2013. También han ocupado dicho puesto el pintor Hervé Di Rosa, en calidad de interino, y Robin Gibb de los Bee Gees, que ocupó el cargo de presidente hasta su fallecimiento en 2012.
En 2013, la organización amplió su Vicepresidencia a cuatro nuevos puestos, permitiendo la representación de más territorios y una mayor variedad de repertorios creativos. Desde mayo de 2020, sirven como vicepresidentes la cantante sudafricana, Yvonne Chaka Chaka; el director, escritor y productor chino, Jia Zhang-ke; el compositor mexicano, Arturo Márquez; y el artista visual español, Miquel Barceló.

## Historia

### Fundación
La CISAC fue fundada en Francia en 1926 por 18 sociedades de autores existentes en 18 países europeos  que en aquella época representaban principalmente a los artistas dramáticos (es decir, dramaturgos y directores de escena).
Las sociedades de autores son predominantemente organizaciones sin ánimo de lucro constituidas por los creadores para facilitar la gestión de sus derechos. Las principales actividades de una sociedad son conceder licencias, recaudar derechos por el uso de las obras creativas de sus socios y repartirlos a los titulares de dichos derechos.
Desde sus comienzos, el objetivo de la CISAC ha sido representar a los creadores de todo el mundo y promover sus derechos. Inicialmente, la CISAC estaba formada por cinco federaciones para: derechos dramáticos; derechos de ejecución pública, derechos mecánicos, derechos literarios y derechos cinematográficos. En 1966, la CISAC unificó las cinco federaciones para formar la Confederación Internacional de Sociedades de Autores y Compositores tal como se la conoce hoy en día.

### Historia reciente
Desde 1994, la CISAC trabaja en mejorar los intercambios de datos sobre las obras creativas entre las sociedades de autores. Conocido como el proyecto de Common Information System (CIS – Sistema de Información Común), la CISAC ha trabajado en el desarrollo de estándares internacionales certificados ISO para la identificación de obras creativas y de titulares de derechos.
Estos estándares incluyen, entre otros, el Código Internacional Normalizado para obras musicales (ISWC), el Número Internacional Normalizado de obras audiovisuales (ISAN), el Código Internacional Normalizado para obras textuales (ISTC) y el Identificador Internacional Normalizado de Nombres (ISNI), un identificador único vinculado a las partes que contribuyen con sus datos (como un compositor o un editor) y que complementa el Sistema de Información sobre las Partes Interesadas (IPI) de la CISAC, donde figura una información más detallada sobre los titulares de derechos, accesible para las sociedades de autores.
La CISAC puso en marcha "CIS-Net powered by FastTrack" en 2004, una red basada en Internet para intercambiar información sobre obras musicales entre sociedades de autores. Al mismo tiempo, la CISAC ha desarrollado la IDA, una base de datos internacional para obras audiovisuales (International Database for Audiovisual Works) y sus titulares de derechos. Al facilitar la identificación de obras creativas y de sus titulares de derechos correspondientes, la finalidad de dichas herramientas es agilizar el reparto de derechos a los creadores por el uso de sus obras.
En 2004, la CISAC actualizó sus estatutos, creando una Asamblea General anual y un Consejo de administración para supervisar las acciones de la CISAC, permitiéndole imponer unas reglas a sus miembros para garantizar un alto nivel de profesionalidad y permitiendo a la Confederación dedicar más recursos para hacer participar directamente a los creadores en la defensa de sus derechos.
En junio de 2007, la Asamblea General de la CISAC eligió al cantante y compositor Robin Gibb como Presidente de la CISAC y al director de cine mexicano Alfonso Cuarón como Vicepresidente. El mandato de 3 años de Gibb fue renovado en junio de 2010. El artista plástico y pintor francés, Hervé Di Rosa, cofundador del movimiento artístico “Figuración libre”, fue elegido Vicepresidente en 2010. La función del Presidente y del Vicepresidente de la CISAC es hacerse eco de la opinión de la comunidad internacional de creadores y defender el sistema de gestión colectiva que protege sus derechos. A lo largo de los años, este papel ha sido desempeñado por distintos creadores famosos, como Robert de Flers, Richard Strauss, Armand Salacrou, and Leopold Sedar Senghor.
De 2007 a 2013, la CISAC organizó cada dos años una Cumbre mundial de los Creadores un foro internacional para debatir con todas las partes interesadas sobre el futuro de los derechos de autor y los intereses de los creadores en la era digital.
En 2008, la CISAC adoptó una serie de Reglas Profesionales para todas sus sociedades miembros. Estas Reglas Profesionales forman un conjunto de principios que las sociedades miembros de la CISAC deben respetar en materia de gestión de derechos y de recaudación y reparto de los mismos. El objetivo de estas Reglas es garantizar que los miembros de la CISAC ejercen su labor de acuerdo con unas estrictas normas profesionales.  Este proyecto se consideró necesario para reflejar una mayor transparencia de las sociedades de autores con respecto a los distintos grupos de partes interesadas y los medios de comunicación.

## Misión y objetivos
La CISAC trabaja para proteger los derechos y promover los intereses de los creadores en todas las regiones del mundo y todos los repertorios artísticos: música, audiovisual, drama, literatura y artes visuales. Esta permite a las organizaciones de gestión colectiva (OGC) representar con transparencia a los creadores en todo el mundo y garantizar que los derechos se revierten a los autores por el uso de sus obras en cualquier parte del mundo. Para ello, la CISAC ofrece apoyo profesional, jurídico y técnico con el fin de proteger los derechos de los creadores y apoyar el desarrollo de la red internacional de sociedades de gestión colectiva.

## Miembros
Desde junio de 2015 la CISAC cuenta con 230 sociedades de autor en 120 países que representan indirectamente a cuatro millones de creadores.  Existen tres categorías de miembros, en función de la situación y de las actividades de cada sociedad: Miembros, Miembros Provisionales y Miembros Asociados. Las sociedades de autores son, en su mayoría, organizaciones sin ánimo de lucro fundadas por creadores para facilitar la gestión de sus derechos. Puesto que es muy difícil para un creador controlar por sí solo todas las utilizaciones realizadas de sus obras, muchos deciden confiar sus derechos a una sociedad de autores.  Las actividades principales que realiza una sociedad son la concesión de licencias, la recaudación de derechos y el reparto de los mismos a los titulares de los derechos por la utilización de sus obras.

## Financiación
El presupuesto de la CISAC procede de las cuotas anuales abonadas por las sociedades miembros, basadas en un porcentaje de los derechos brutos recaudados anualmente por cada una de las sociedades miembros.

## Organización
En torno a la Asamblea General, su instancia más representativa, la CISAC está formada por diversos órganos administrativos que se encargan de sus actividades y de su orientación estratégica.

### Asamblea General
La Asamblea General de la CISAC está formada por delegados de todas las sociedades miembros de la CISAC. Dicha Asamblea elige al Consejo de Administración, además de elegir al Presidente y al Vicepresidente de la CISAC, y aprueba las resoluciones, las decisiones y los principales planes, resoluciones y decisiones propuestos por el Consejo de Administración. Sólo los Miembros (ordinarios) tienen derecho a votar en la Asamblea General.

### Presidente y Vicepresidentes
La función del Presidente y los Vicepresidentes de la CISAC es representar a la comunidad internacional de creadores y defender el sistema de gestión colectiva que protege sus derechos.

### Consejo de administración
Las actividades de la CISAC están regidas por un Consejo de Administración, formado por los representantes de 20 sociedades miembros de la CISAC y elegido para un período de tres años por la Asamblea General.  La composición del Consejo refleja la diversidad geográfica de los miembros de la CISAC y la multitud de repertorios artísticos que esta representa.
Actualmente, el presidente del Consejo es Eric Baptiste, director general de la SOCAN, una sociedad de autores musicales en Canadá; los vicepresidentes son Javier Gutiérrez Vicén, director general de la Visual Entidad de Gestión de Artistas Plásticos (VEGAP), una sociedad de autores de artes visuales en España, y por Marisa Gandelman, directora general de la União Brasileira de compositores (UBC), una sociedad de autores musicales en Brasil.

### Secretaría
El director general de la CISAC es Gadi Oron, nombrado para este cargo en septiembre de 2014. Abogado de profesión y experto en legislación internacional en materia de derechos de autor, Oron lleva 15 años trabajando en el sector de la creación. Este se unió a la CISAC en 2012 como Director Jurídico de la organización.

### Comités y Comisiones
La CISAC ha creado una serie de Comités y Comisiones que tratan numerosas cuestiones jurídicas, estratégicas, técnicas, regionales o creativas relacionadas con los derechos de autor y que ofrecen asesoramiento sobre los aspectos operacionales de la organización.

## Servicios y actividades
Las principales actividades que realiza la CISAC son: establecer una serie de normas profesionales para las sociedades de autores, implantar sistemas de información para facilitar la identificación de obras creativas y sus correspondientes titulares de derechos con el fin de agilizar el reparto de derechos a los creadores, contribuir al desarrollo de las sociedades de autores en todo el mundo, defender los derechos de autor a escala internacional y desarrollar estrategias para ayudar a las sociedades a afrontar los cambios asociados a la era digital. La CISAC forma parte activamente de la comunidad internacional de la propiedad intelectual y colabora con la Organización Mundial de la Propiedad Intelectual (OMPI) de las Naciones Unidas y con la UNESCO  en asuntos de interés común.

### Establecer unas reglas y normas profesionales para las sociedades de autor
La CISAC aporta a sus miembros unas herramientas que fomentan unas mejores prácticas profesionales en todos los repertorios, incluyendo:

#### El contrato tipo de “representación recíproca” de la CISAC
Los principios de representación recíproca constituyen la base de la red internacional de sociedades de autores. Estos permiten a una sociedad representar el repertorio artístico mundial en su territorio nacional. Por ejemplo, si una sociedad española y una sociedad australiana firmaron un acuerdo de “representación recíproca”, la sociedad española puede representar el repertorio de la sociedad australiana en España y la sociedad australiana puede representar el repertorio de la sociedad española en Australia. Estas conceden licencias para la utilización de sus respectivos repertorios y recaudan los derechos por dichas utilizaciones.
Gracias a este sistema de acuerdos, un usuario de contenidos (como por ejemplo un difusor de radio o una discoteca) puede obtener, de manos de la sociedad de autores local, una licencia única para la utilización del repertorio mundial de obras creativas. Este sistema permite a los creadores recibir un pago de derechos por las utilizaciones que se hayan realizado de sus obras a nivel mundial.

#### Reglas Profesionales y Resoluciones Obligatorias
En 2008, la CISAC estableció un conjunto de Reglas Profesionales – principios obligatorios que todos los miembros de la CISAC deben respetar. Estas reglas incluyen mejores prácticas en materia de gobierno, gestión financiera, comunicación y administración, aunque también en materia de gestión y de intercambio de datos relativos a las obras creativas y a sus correspondientes titulares de derechos.

#### Redes de información y metadatos inteligentes
La CISAC administra un sistema de información internacional (conocido como Sistema de Información Común o CIS, por sus siglas en inglés) que permite a las sociedades de autores intercambiar información sobre las obras y sus utilizaciones y sobre los titulares de derechos de las mismas.

#### Defender los derechos de autor
Otro de los principales ámbitos de actividad de la CISAC es defender los derechos de autor y servir como portavoz de sus miembros a escala internacional. La CISAC trabaja en estrecha colaboración con las sociedades de autores y los poderes públicos para garantizar que las leyes locales protegen los derechos de los autores. Esta organiza y participa en numerosos programas de formación y seminarios destinados a magistrados y usuarios de contenidos para que adquieran un mejor conocimiento del copyright, de los derechos de autor y de los sistemas de concesión de licencias.

#### Campaña en favor del derecho de participación
Conjuntamente con European Visual Artists (EVA), European Grouping of Societies of Authors and Composers (GESAC) y otras sociedades de artes visuales, la CISAC ha organizado una campaña internacional en favor de la aplicación universal del derecho de participación de los artistas. Los esfuerzos se centran en promover un nuevo tratado internacional que subsanaría las carencias existentes y establecería el derecho de participación como un elemento obligatorio de la protección del derecho de autor.

#### Política mundial y relaciones gubernamentales
La CISAC sigue de cerca los desarrollos que se producen a nivel internacional y participa en las negociaciones sobre nuevos tratados y otras iniciativas relacionadas con el derecho de autor. La CISAC también tiene en cuenta otros debates relacionados con los tratados que tienen lugar en el marco de la Organización Mundial de la Propiedad Intelectual (OMPI) en Ginebra. En una reunión de alto nivel organizada en 2014, una delegación de representantes de creadores de la CISAC se reunió con el director general de la OMPI para concertar proyectos comunes y promover una mayor visibilidad para los creadores de la CISAC en el seno de la OMPI.

#### Cumbre mundial de los Creadores
Tradicionalmente, la CISAC organizaba una Cumbre mundial del derecho de autor, que luego pasó a llamarse Cumbre mundial de los Creadores, un encuentro internacional que reunía a sociedades de autores, creadores, líderes de los sectores de la tecnología y el ocio, responsables políticos y representantes de los consumidores para debatir sobre el futuro del derecho de autor/copyright y de la creatividad en la era digital.  Se celebraron en total cuatro Cumbres, en los años 2007, 2009, 2011 y 2013.

### Estudios e informes

#### Las industrias creativas y los BRICS
En 2014, la CISAC publicó un estudio económico que identifica el gran potencial existente en Brasil, Rusia, India, China y Sudáfrica (BRICS) para aumentar la contribución de sus industrias creativas al PIB en los próximos diez años. El estudio incluye un plan de acción para que los responsables políticos liberen el potencial de la industria creativa en estas regiones.

#### Tiempos de cultura – El primer mapa mundial de las industrias creativas
En 2015, la CISAC publicó un estudio elaborado por Ernst & Young, que cuantifica la contribución económica y social mundial al sector de la creación, analizando 11 industrias creativas y culturales (ICC): publicidad, arquitectura, literatura, videojuegos, música, cine, periódicos y revistas, artes escénicas, radio, televisión y artes visuales.

#### Informe anual sobre las recaudaciones mundiales de derechos
La CISAC publica un informe anual sobre las recaudaciones de derechos de sus miembros. Este informe analiza las recaudaciones de derechos por región, repertorio y tipo de derechos y examina las tendencias del mercado que afectan a la utilización de obras creativas y al pago de derechos.

## Cifras clave
230 sociedades de autores en 120 países (desde junio de 2015),
Incluyendo:
- 103 sociedades en Europa
- 49 sociedades en América Latina y el Caribe
- 30 sociedades en África
- 20 sociedades en Asia-Pacífico
- 18 sociedades en América del Norte (Canadá – Estados Unidos)

### Derechos recaudados a nivel mundial en 2014 por el conjunto de las sociedades Miembros de la CISAC:[1]
- 7900 millones de euros: derechos totales recaudados por las sociedades miembros de la CISAC
- Aumento de un 5,0% de las recaudaciones totales en euros constantes (interanual)
- Aumento de un 2,8% de las recaudaciones en euros corrientes (interanual)
- El repertorio musical constituyó el 87% de los derechos totales recaudados, lo que constituye un aumento de un 2,4%
- Las recaudaciones de derechos no musicales representaron un 13,0% de los derechos totales recaudados, lo que equivale a un aumento de un 5,2%
- Los derechos de ejecución representaron el 79% de las recaudaciones totales, lo que constituye un 3,8% más
- Aumento de un 4,1% en Europa (61% de las recaudaciones totales)
- Aumento de un 11% en los países BRICS

## Litigio
El llamado "Caso CISAC" fue un asunto de derecho de competencia entablado por la Comisión Europea contra un grupo de sociedades de autores europeas. Este se refería específicamente a los derechos de ejecución del repertorio musical y a la relación entre las sociedades de autor gestoras de los derechos existentes en los contenidos musicales. El proceso se centró en algunas cláusulas contenidas en los contratos de representación recíproca firmados entre estas sociedades. Estas disposiciones se basaban en un Contrato tipo de representación recíproca, elaborado por la CISAC.

### Decisión de 2008
La decisión de la Comisión alegaba que 24 sociedades del Espacio Económico Europeo (EEE) habían participado en prácticas concertadas y habían llegado a un acuerdo ilegalmente con respecto al alcance territorial de sus respectivos acuerdos de representación recíproca. La CISAC no figuraba en la decisión, ni se contemplaron sanciones financieras para las sociedades. La CISAC y 21 de las 24 sociedades del EEE recurrieron dicha decisión ante el Tribunal General de la Unión Europea en octubre de 2008.

### Decisión final
El 12 de abril de 2013, el Tribunal General de la Unión Europea dictó su decisión con respecto al recurso presentado en 2008. La sentencia anuló la decisión dictada en 2008 por la Comisión Europea.